# Dwars door Vlaanderen 2005
La Dwars door Vlaanderen 2005, sessantesima edizione della corsa, valida come evento dell'UCI Europe Tour 2005 categoria 1.1, si svolse il 23 marzo 2005 su un percorso di 202 km. Fu vinta dal belga Nico Eeckhout, che giunse al traguardo in 4h43'15" alla media di 42,789.
Dei 177 ciclisti alla partenza furono in 95 a tagliare il traguardo.

## Ordine d'arrivo (Top 10)
| Pos. | Corridore         | Squadra       | Tempo    |
| ---- | ----------------- | ------------- | -------- |
| 1    | Nico Eeckhout     | Ch. Jacques   | 4h43'15" |
| 2    | Roger Hammond     | Discovery Ch. | s.t.     |
| 3    | Gabriele Balducci | Acqua & Sap.  | s.t.     |
| 4    | Marcus Burghardt  | T-Mobile      | s.t.     |
| 5    | Baden Cooke       | F. des Jeux   | s.t.     |
| 6    | Nick Nuyens       | Quick Step    | s.t.     |
| 7    | Aart Vierhouten   | Davitamon     | s.t.     |
| 8    | Mathew Hayman     | Rabobank      | a 8"     |
| 9    | Nico Mattan       | Davitamon     | a 46"    |
| 10   | Aljaksandr Usaŭ   | AG2R          | a 1'04"  |